# William A. Stein
William A. Stein (* 21. Februar 1974 in Santa Barbara, Kalifornien) ist ein US-amerikanischer Mathematiker, der sich mit Modulformen und Zahlentheorie befasst.

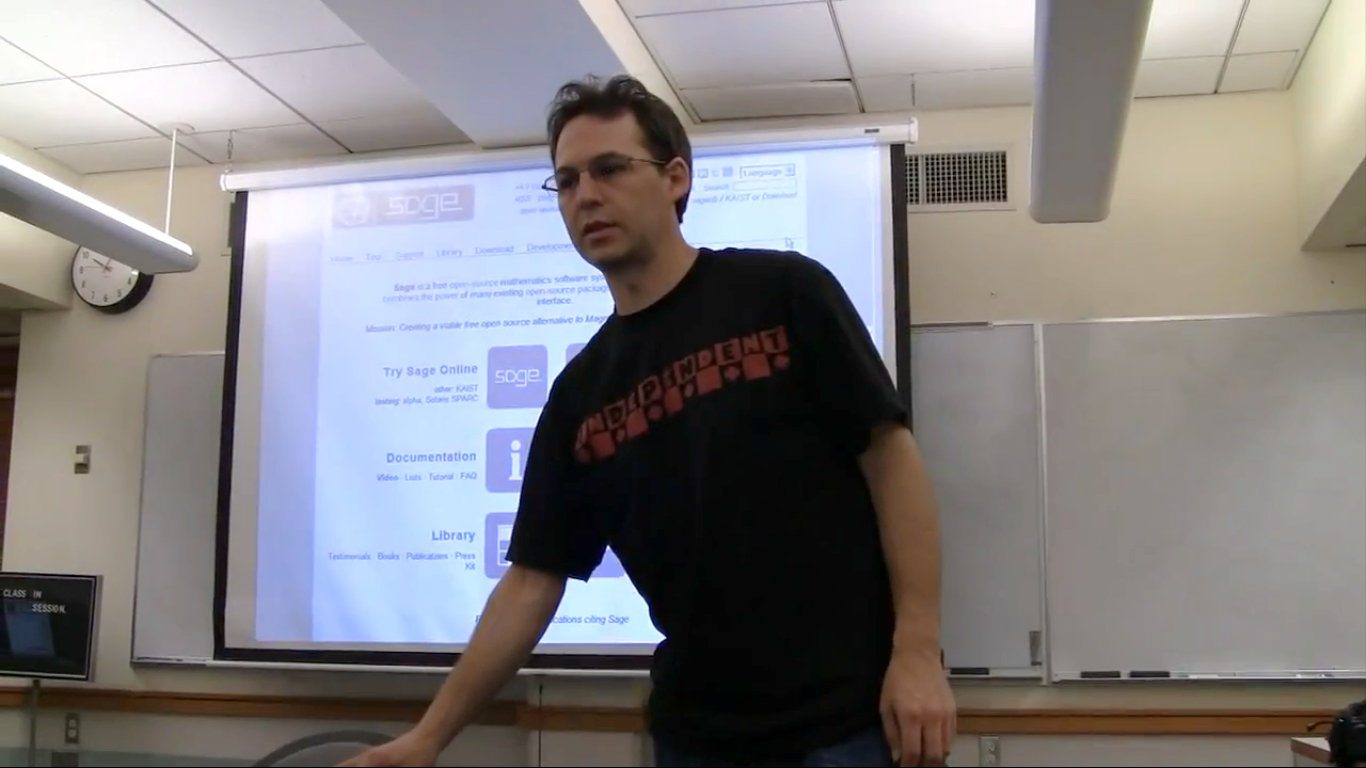
William A. Stein

Stein studierte zunächst Informatik an der Northern Arizona University und danach Mathematik an der University of California, Berkeley, u. a. bei Robin Hartshorne, Robert F. Coleman und Kenneth Ribet. 2000 wurde er bei Hendrik Lenstra in Berkeley promoviert (Explicit approaches to abelian modular varieties). 2001 bis 2005 war er Benjamin Peirce Assistant Professor an der Harvard University, war 2005/2006 Associate Professor an der University of California, San Diego und war danach Associate Professor an der University of Washington.
Er befasst sich mit modularen abelschen Varietäten insbesondere unter algorithmischen Aspekten und ist der Gründer des Sage Projekts für Open-Source-Mathematik-Software. Ein Interessenschwerpunkt sind Verallgemeinerungen der Vermutung von Birch und Swinnerton-Dyer auf modulare abelsche Varietäten.
In seiner Freizeit fährt er Skateboard.

## Schriften
- A brief introduction to classical and adelic algebraic number theory 2004.
- Modular forms, a computational approach. American Mathematical Society 2007.
- Elementary number theory: primes, congruences, and secrets. A computational approach. Springer, New York NY u. a. 2009, ISBN 978-0-387-85524-0.
- mit Barry Mazur: Prime numbers and the Riemann Hypothesis. Cambridge University Press, New York NY 2016, ISBN 978-1-107-10192-0 (Webseite zum Buch mit Preprint).